# Боровик, Анатолий Васильевич
Анато́лий Васи́льевич Борови́к (род. 7 июля 1958) — российский дипломат. Посол Российской Федерации в Королевстве Камбоджа с 4 мая 2020 года. Чрезвычайный и полномочный посол (2023).

## Биография
Анатолий Боровик родился 7 июля 1958 года в городе Шостка Сумской области УССР. 
Завершил обучение и получил диплом о высшем образовании института стран Азии и Африки МГУ имени Ломоносова, в 1984 году. В 1999 году окончил обучение в Дипломатической академии МИД России.
На дипломатической службе работает с 2000 года. Трудовую деятельность начинал на различных должностях в центральном аппарате МИД России и за рубежом.
С 2000 по 2003 год работал первым секретарём, советником Посольства Российской Федерации в Королевстве Камбоджа. 
С 2004 по 2008 год занимал должность советника, а затем старшего советника, начальника отдела в Департаменте стран АСЕАН и общеазиатских проблем МИД России.
С 2008 по 2010 год работал начальником отдела в Департаменте стран Азиатско-Тихоокеанского региона МИД России. 
В феврале 2010 года назначен на должность начальника отдела в Третьем департаменте Азии МИД России. В июле 2010 года, согласно приказу по Министерству иностранных дел Российской Федерации, назначен генеральным консулом Российской Федерации в Хошимине, в Социалистической Республике Вьетнам. Занимал эту должность до декабря 2014 года.
В 2015—2020 годах — заместитель директора Третьего департамента Азии МИД России. В этой должности курировал отношения с рядом стран Юго-Восточной Азии.
Указом президента России Владимира Путина 4 мая 2020 года назначен послом Российской Федерации в Королевстве Камбоджа. Верительные грамоты вручил 4 сентября 2020 года.
Владеет английским, кхмерским, французским языками.

## Дипломатический ранг
- Чрезвычайный и полномочный посланник 2 класса (8 мая 2013)[4].
- Чрезвычайный и полномочный посланник 1 класса (11 июня 2019)[5].
- Чрезвычайный и полномочный посол (9 февраля 2023)[6].

## Награды
- Благодарность президента Российской Федерации (8 мая 2013) — За большой вклад в подготовку и проведение мероприятий саммита Россия - Ассоциация государств Юго-Восточной Азии (АСЕАН) в городе Сочи в 2016 году[7].
- Нагрудный знак «За отличие» МИД России (29 мая 2015) — За многолетний добросовестный труд в системе Министерства[8].